# Willem Ormea
Willem Ormea (Utrecht, 1611 - 4 juillet 1673) est un peintre du Siècle d'or néerlandais connu pour ses natures mortes de poissons.

## Biographie
Willem Ormea est le fils du peintre Marcus Ormea et de Johanna van Gladbeck. Il naît à Utrecht en 1611 et apprend probablement l'art de la peinture de son père,. Il est actif à Utrecht entre 1634 et 1673, des œuvres survivantes datent de 1634 à 1658. En 1638, il offre à l'Hôpital Saint-Hiob un tableau représentant diverses espèces de poissons. Il est membre de la Guilde de Saint-Luc en 1665. Il a épousé Johanna van Veen.
Il peint principalement des animaux, des marines et des natures mortes avec des poissons, parfois dans des ports. Il est considéré avec son père, comme le fondateur du mouvement de la nature morte à Utrecht. Il a collaboré avec Adam Willaerts et a été influencé par JB Wijtvelt. Il a eu Jacob Gillig comme élève.

## Galerie

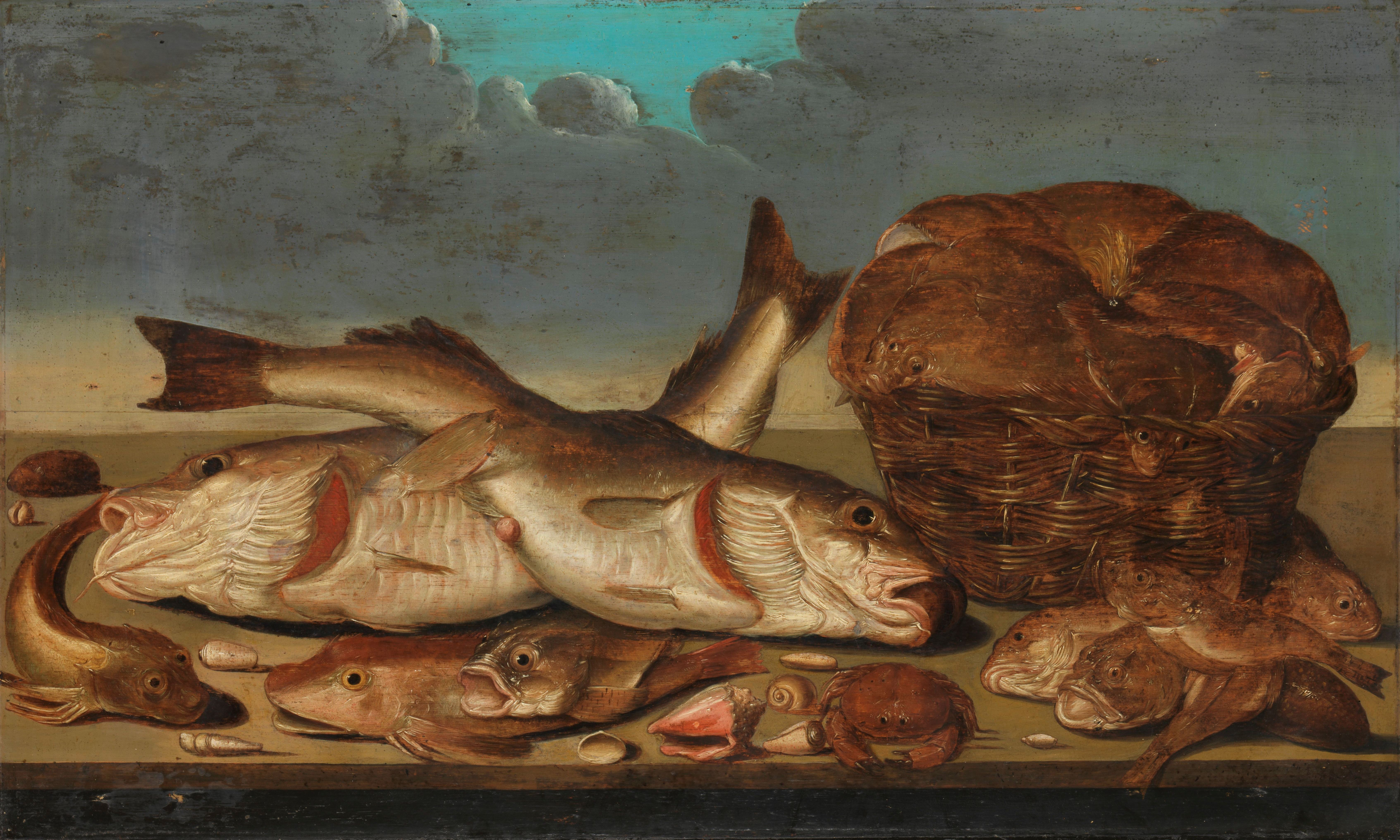
Nature morte aux poissons, 1638.
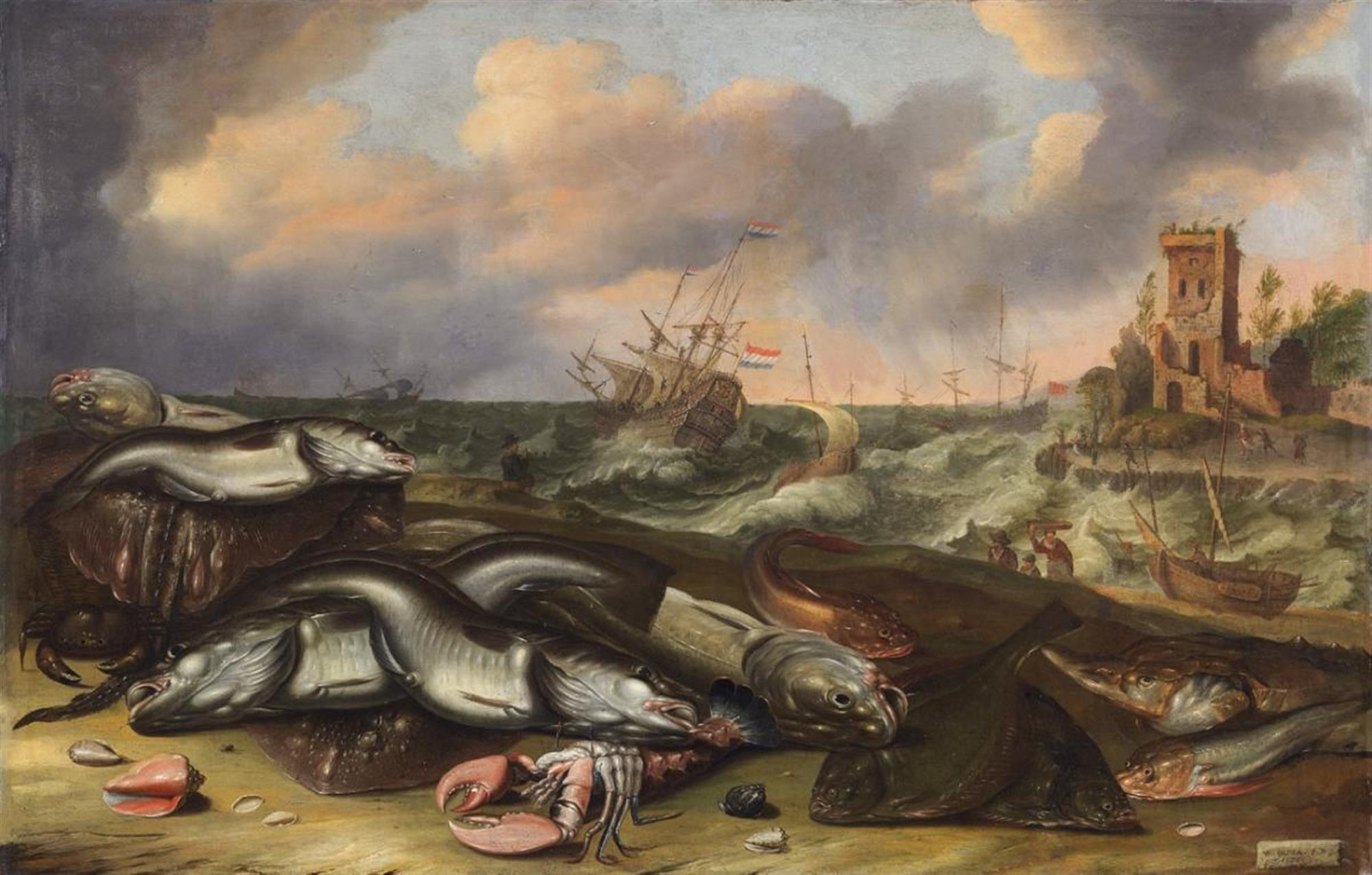
Avec Abraham Willaerts, Nature morte de poissons avec une mer orageuse, 1636.
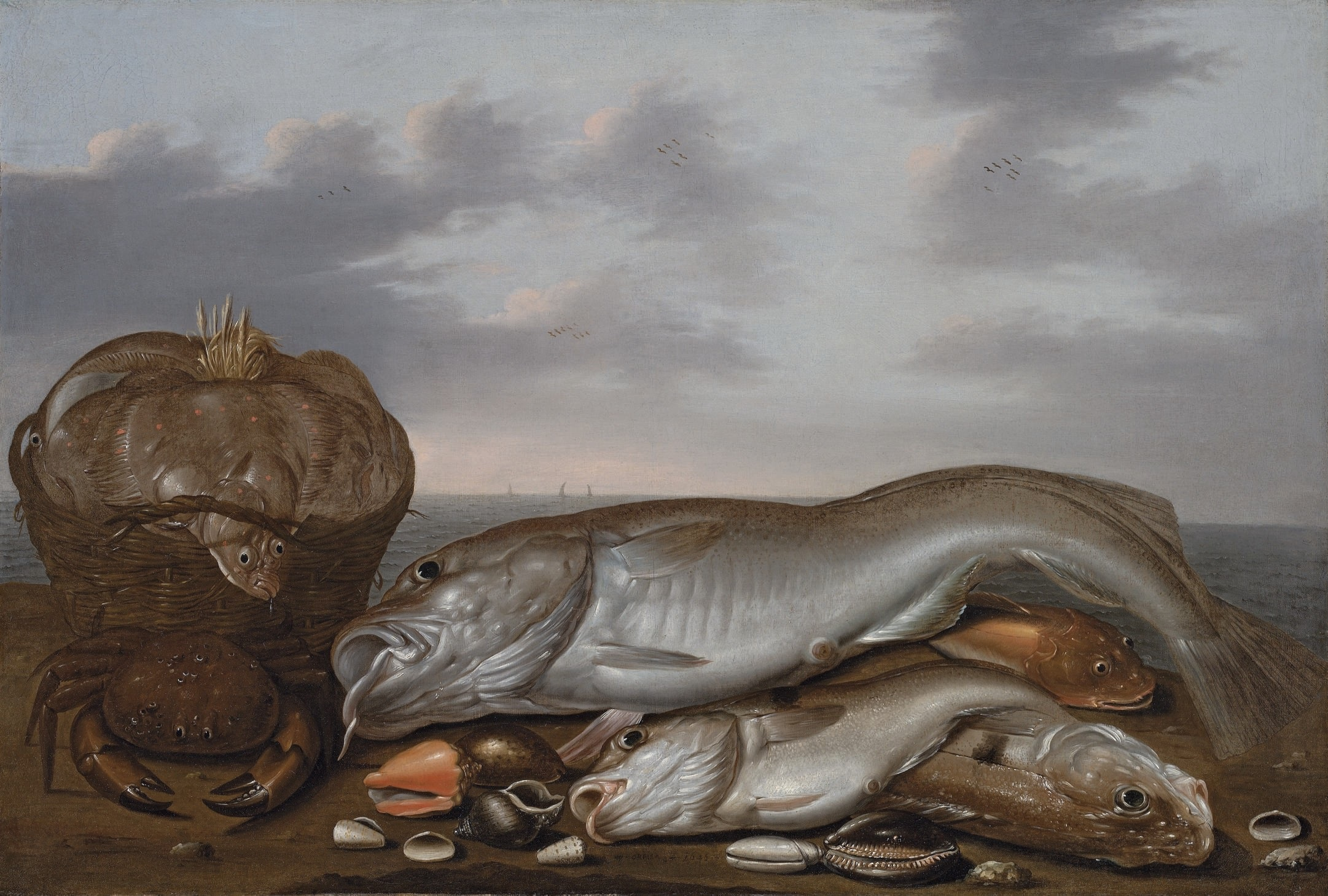
Nature morte au panier de sole, 1646.
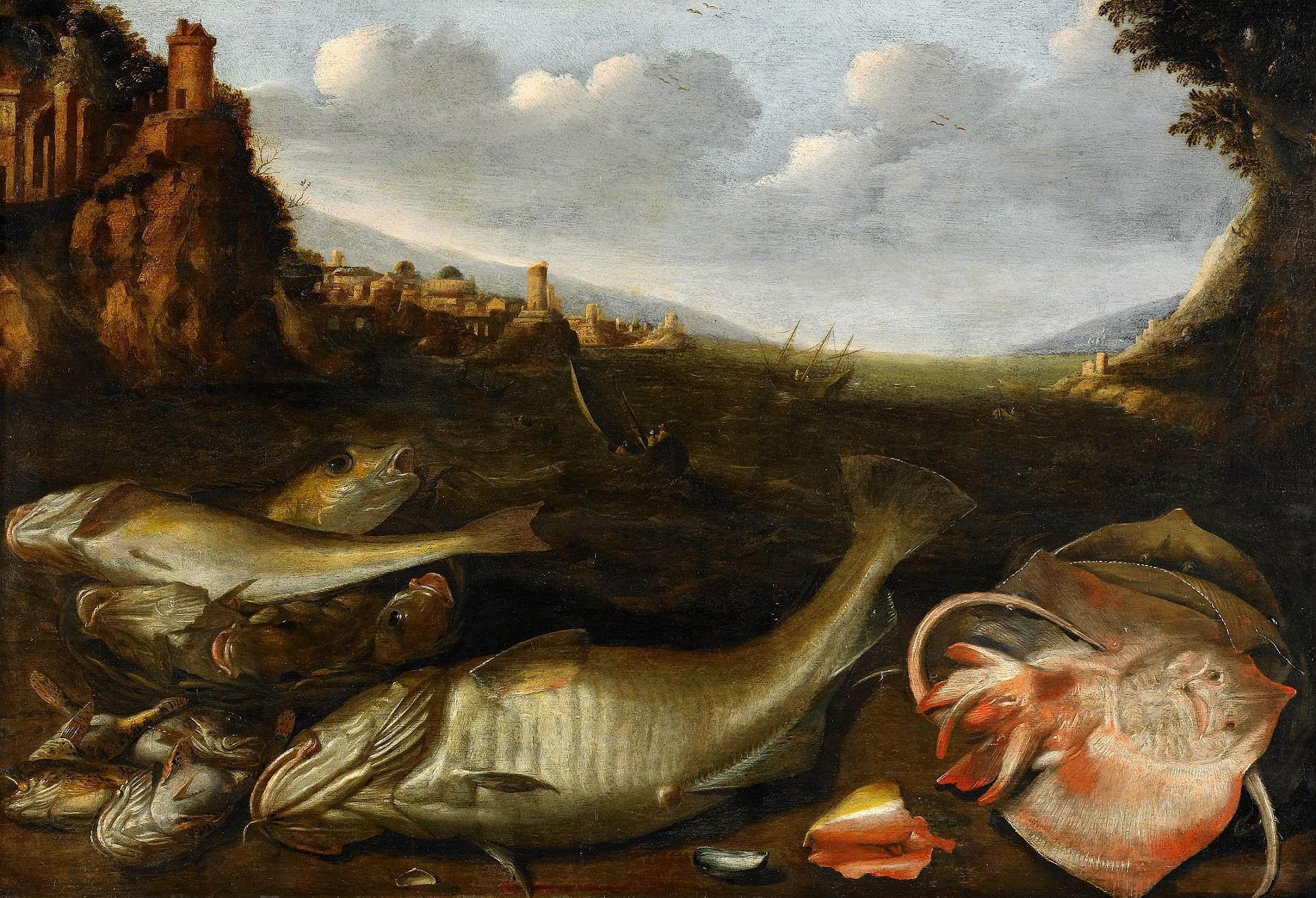
Nature morte de poissons sur un rivage.

## Sources
- (nl) « Willem Ormea », Rijksbureau voor Kunsthistorische Documentatie, 2013 (consulté le 24 novembre 2013).
- (nl) Johannes Immerzeel, De levens en werken der hollandsche en vlaamsche kunstschilders, beeldhouwers, graveurs en bouwmeesters, vol. I, 1848, 283 p. (lire en ligne).
- (nl) Abraham Jacob van der Aa, Karel Johan Reinier van Harderwijk et Gilles Dionysius Jacobus Schotel, Biografisch Woordenboek der Nederlanden, vol. XIV°, 1867, 206 p. (lire en ligne).
- Dutch Art: An Encyclopedia, 1997, 366–402 p. (ISBN 0-8153-0065-4, lire en ligne).
- Donna R. Barnes et Peter G. Rose, Matters of Taste: Food and Drink in Seventeenth-century Dutch Art and Life, vol. I, 2002, 50–72 p. (ISBN 0-8156-0747-4, lire en ligne).